# Orfeo Crosa
Orfeo Crosa (1938- ) es un botánico uruguayo. Es investigador y profesor en el "Departamento de Biología Vegetal", Facultad de Agronomía, Universidad de la República, Montevideo. Ha descripto, a abril de 2008, nueve especies nuevas de la subfamilia de las alióideas de las amarilidáceas y ha creado un género nuevo en esa familia: Zoellnerallium.

## Obra
- 1972. Estudios cariológicos en el género Nothoscordum (Liliaceae). Bol. Fac. Agron. Univ. Montevideo 122 : 3–8
- 1974. Un híbrido natural en el género Nothoscordum (Liliaceae). Bol. Soc. Argent. Bot. 15 :471–477
- 1975. Las especies unifloras del género Nothoscordum Kunth y el género Ipheion Raf. de la tribu Allieae (Liliaceae). Darwiniana 19: 335-344
- 1981. Los cromosomas de cinco especies del género Tristagma (Liliaceae). "En" Darwiniana: Revista del Instituto de Botánica Darwinion. Buenos Aires. Academia Nacional de Ciencias Exactas, Físicas y Naturales. Tomo 23, N.º 2-4 [1981]- pp. 361-366
- 2004. Una nueva especie uniflora de Nothoscordum secc. Nothoscordum (Alliaceae) de Uruguay y Sur de Brasil. Hickenia 3(58): 253-256
- 2006. En coaturía con Bancheva, S. Centaurea debeauxii Gren. & Gord. (Asteraceae, Cardueae), una especie europea, nueva para Uruguay. Agrociencia. Vol. X N° 1 pp. 101 - 104
- 2006.  Nothoscordum izaguirreae, una nueva especie de Alliaceae de Uruguay. Hickenia 3(61): 271-275

- La abreviatura «Crosa» se emplea para indicar a Orfeo Crosa como autoridad en la descripción y clasificación científica de los vegetales.[1]

## Honores
La especie Herbertia crosae Roitman & Castillo se ha nombrado en su honor.